# Isabella Appiano
Isabella Appiano (Genova, 1577 – Roma, 10 novembre 1661) è stata una nobildonna italiana, Principessa regnante di Piombino e ultima esponente del casato degli Appiano. Era figlia del signore di Piombino Alessandro Appiano e di Isabella de Mendoza, e nel 1611, nonostante le dure opposizioni, succedette al fratello Jacopo VII (ma il territorio fu occupato dagli imperiali) e fu principessa sovrana di Piombino per 17 anni, dal 31 ottobre di quell'anno al 10 aprile 1628.
Fu l'ultima esponente degli Appiano, la prima dinastia regnante su Piombino, cui subentreranno i Ludovisi, i Boncompagni-Ludovisi e i Bonaparte poi un ramo confluito nei Fanucci (aforetica Faucci) nel comprensorio labronico e diffuso nel versante costiero fra le tenute di Castellina Marittima e Poggio al Sasso.

## Biografia
Era la secondogenita del principe di Piombino Alessandro Appiano. Alla morte del padre, nel 1589, ella succedette insieme al fratello minore Jacopo VII sotto la reggenza della madre Isabella.
Nel 1602 Isabella sposò a Genova Giorgio de Mendoza, conte di Binasco, congiunto di sua madre. 
Nel 1603 il giovane principe morì a 22 anni e l'imperatore Rodolfo II occupò il territorio facendolo amministrare da un vicario per otto anni, fino al 1611: una sollevazione dei parenti degli Appiano, però, rimise sul trono la venticinquenne Isabella.
Isabella fu la prima principessa di Piombino, ma già due sue antenate, Paola Colonna e Caterina Appiano, ricoprirono il ruolo di signora.
Rimasta vedova, la principessa convolò a nuove nozze, a Roma nel 1622, con il duca di Bracciano Paolo Giordano II Orsini, figlio di Virginio. Trasferitasi nel maestoso Castello Orsini-Odescalchi di Bracciano, che alternava con la Cittadella di Piombino, Isabella e il consorte posarono per alcuni ritratti e medaglie compiuti da Simon Vouet e Ottavio Leoni.

Nel 1628 Filippo IV di Spagna fece invadere il ducati di Piombino e, dopo avere deposto Isabella e Paolo Giordano, lo tenne fino al 1634. In quell'anno il sovrano spagnolo restituì il principato al genero di Isabella, Niccolò I Ludovisi, sposo della figlia Polissena, ma poiché il loro unico erede Gregorio Filippo era morto precocemente la dinastia finì per slegarsi dagli Appiano, per poi proseguire sino ai nostri giorni con la prole della seconda moglie Costanza Pamphili.

Dal 1637, insieme con il marito Paolo Giordano Orsini, tornò a Roma e visse nel palazzo Orsini a Monte Giordano.
L'anziana Isabella, ormai non più principessa di Piombino, morì a Roma, all'età di 84 anni, il 10 novembre 1661.

## Matrimoni e discendenza
Da Giorgio de Mendoza (?-1619) ebbe due figlie:
- Barbara de Mendoza-Appiano;
- Polissena de Mendoza-Appiano (m. 1642), sposò Niccolò Ludovisi, che, in mancanza di altri eredi, essendole premorte sia le figlie che il nipote avuto da Polissena, fu nominato erede del principato di Piombino da Isabella.[7]

Da Paolo Giordano II Orsini (1591-1656) non ebbe figli.

## Ascendenza
|                                                     |                                         |                                                            | Genitori                                                |  |  | Nonni |  |  | Bisnonni                              |  |  | Trisnonni                              |  |
|                                                     |                                         |                                                            |                                                         |  |  |       |  |  | Jacopo V Appiano, signore di Piombino |  |  | Jacopo IV Appiano, signore di Piombino |  |
|                                                     |                                         |                                                            |                                                         |  |  |       |  |  | Jacopo V Appiano, signore di Piombino |  |  | Jacopo IV Appiano, signore di Piombino |  |
|                                                     |                                         | Vittoria Todeschini Piccolomini d'Aragona                  |                                                         |  |  |       |  |  | Jacopo V Appiano, signore di Piombino |  |  |                                        |  |
| Jacopo VI Appiano, signore di Piombino              |                                         |                                                            |                                                         |  |  |       |  |  | Jacopo V Appiano, signore di Piombino |  |  |                                        |  |
|                                                     |                                         | Elena Salviati                                             | Jacopo Salviati                                         |  |  |       |  |  |                                       |  |  |                                        |  |
|                                                     |                                         | Elena Salviati                                             | Jacopo Salviati                                         |  |  |       |  |  |                                       |  |  |                                        |  |
|                                                     |                                         | Elena Salviati                                             | Lucrezia de' Medici                                     |  |  |       |  |  |                                       |  |  |                                        |  |
| Alessandro Appiano, signore di Piombino             |                                         | Elena Salviati                                             |                                                         |  |  |       |  |  |                                       |  |  |                                        |  |
|                                                     |                                         | Ettore Fieschi, conte di Savignone                         | Giacomo Fieschi                                         |  |  |       |  |  |                                       |  |  |                                        |  |
|                                                     |                                         | Ettore Fieschi, conte di Savignone                         | Giacomo Fieschi                                         |  |  |       |  |  |                                       |  |  |                                        |  |
|                                                     |                                         | Ettore Fieschi, conte di Savignone                         | Simona Sauli                                            |  |  |       |  |  |                                       |  |  |                                        |  |
| Oriettina Fieschi                                   |                                         | Ettore Fieschi, conte di Savignone                         |                                                         |  |  |       |  |  |                                       |  |  |                                        |  |
|                                                     |                                         | Maria Fieschi                                              | Giovanni Ambrogio Fieschi                               |  |  |       |  |  |                                       |  |  |                                        |  |
|                                                     |                                         | Maria Fieschi                                              | Giovanni Ambrogio Fieschi                               |  |  |       |  |  |                                       |  |  |                                        |  |
|                                                     |                                         | Maria Fieschi                                              | Bartolomea Doria                                        |  |  |       |  |  |                                       |  |  |                                        |  |
| Isabella Appiano, principessa di Piombino           |                                         | Maria Fieschi                                              |                                                         |  |  |       |  |  |                                       |  |  |                                        |  |
|                                                     | Garcia II Manrique de Lara y de Mendoza | Honorato Hurtado de Mendoza y Manrique, marchese di Cañete |                                                         |  |  |       |  |  |                                       |  |  |                                        |  |
|                                                     | Garcia II Manrique de Lara y de Mendoza | Honorato Hurtado de Mendoza y Manrique, marchese di Cañete |                                                         |  |  |       |  |  |                                       |  |  |                                        |  |
|                                                     | Garcia II Manrique de Lara y de Mendoza | Francisca de Silva y Rivera                                |                                                         |  |  |       |  |  |                                       |  |  |                                        |  |
| Pedro González de Mendoza Briceño, conte di Vinasco | Garcia II Manrique de Lara y de Mendoza |                                                            |                                                         |  |  |       |  |  |                                       |  |  |                                        |  |
|                                                     |                                         | Isabel de Briceño y Arevalo                                | Cristobal de Briceño, conte di Piquillos e Villaquejida |  |  |       |  |  |                                       |  |  |                                        |  |
|                                                     |                                         | Isabel de Briceño y Arevalo                                | Cristobal de Briceño, conte di Piquillos e Villaquejida |  |  |       |  |  |                                       |  |  |                                        |  |
|                                                     |                                         | Isabel de Briceño y Arevalo                                | Isabel della Caprona                                    |  |  |       |  |  |                                       |  |  |                                        |  |
| Isabella de Mendoza                                 |                                         | Isabel de Briceño y Arevalo                                |                                                         |  |  |       |  |  |                                       |  |  |                                        |  |
|                                                     |                                         | …                                                          | …                                                       |  |  |       |  |  |                                       |  |  |                                        |  |
|                                                     |                                         | …                                                          | …                                                       |  |  |       |  |  |                                       |  |  |                                        |  |
|                                                     |                                         | …                                                          | …                                                       |  |  |       |  |  |                                       |  |  |                                        |  |
| Elizabetta Confalonieri                             |                                         | …                                                          |                                                         |  |  |       |  |  |                                       |  |  |                                        |  |
|                                                     |                                         | …                                                          | …                                                       |  |  |       |  |  |                                       |  |  |                                        |  |
|                                                     |                                         | …                                                          | …                                                       |  |  |       |  |  |                                       |  |  |                                        |  |
|                                                     |                                         | …                                                          | …                                                       |  |  |       |  |  |                                       |  |  |                                        |  |
|                                                     |                                         | …                                                          |                                                         |  |  |       |  |  |                                       |  |  |                                        |  |